# Brigada «Guadarrama» XII
La Brigada Orgànica Polivalent "Guadarrama" XII (BOP XII) és una unitat de l'Exèrcit espanyol, aquarterada a El Goloso (Comunitat de Madrid). Va ser creada l'1 de febrer de 1966, integrant-se des del primer moment en la Divisió Cuirassada Brunete. Actualment forma part de les Forces Pesades de l'Exèrcit de Terra d'Espanya i és l'única Gran Unitat Cuirassada de l'Exèrcit Espanyol.
La BOP XII compta amb l'equipament més modern, com els vehicles de combat d'Infanteria "Pizarro" i els carros de combat "Leopard 2I". Disposa d'un nucli dur de carros de combat, d'infanteria mecanitzada i d'artilleria ATP (autopropulsada), que li confereixen gran mobilitat, potència de foc, protecció i xoc; per tot això és un mitjà molt eficaç per a la realització d'accions dinàmiques, potents, profundes i resolutives en tota mena d'ambients.

## Estructura

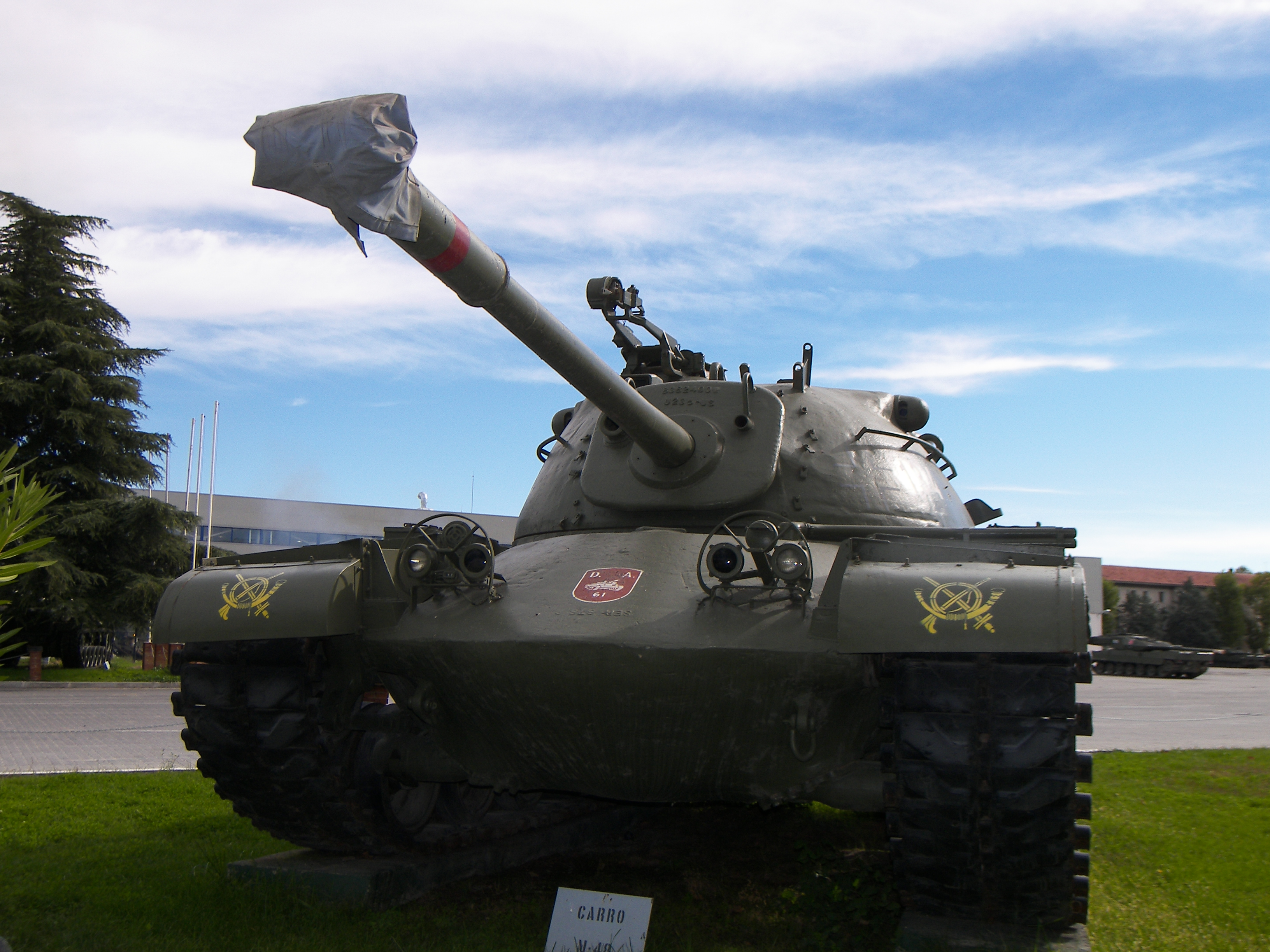
Carro M-48 de la BRIAC

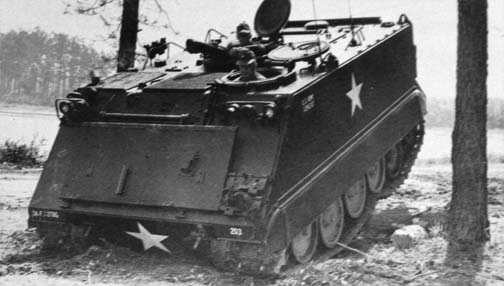
TOA M-113 com els que equiparen a la BRIAC

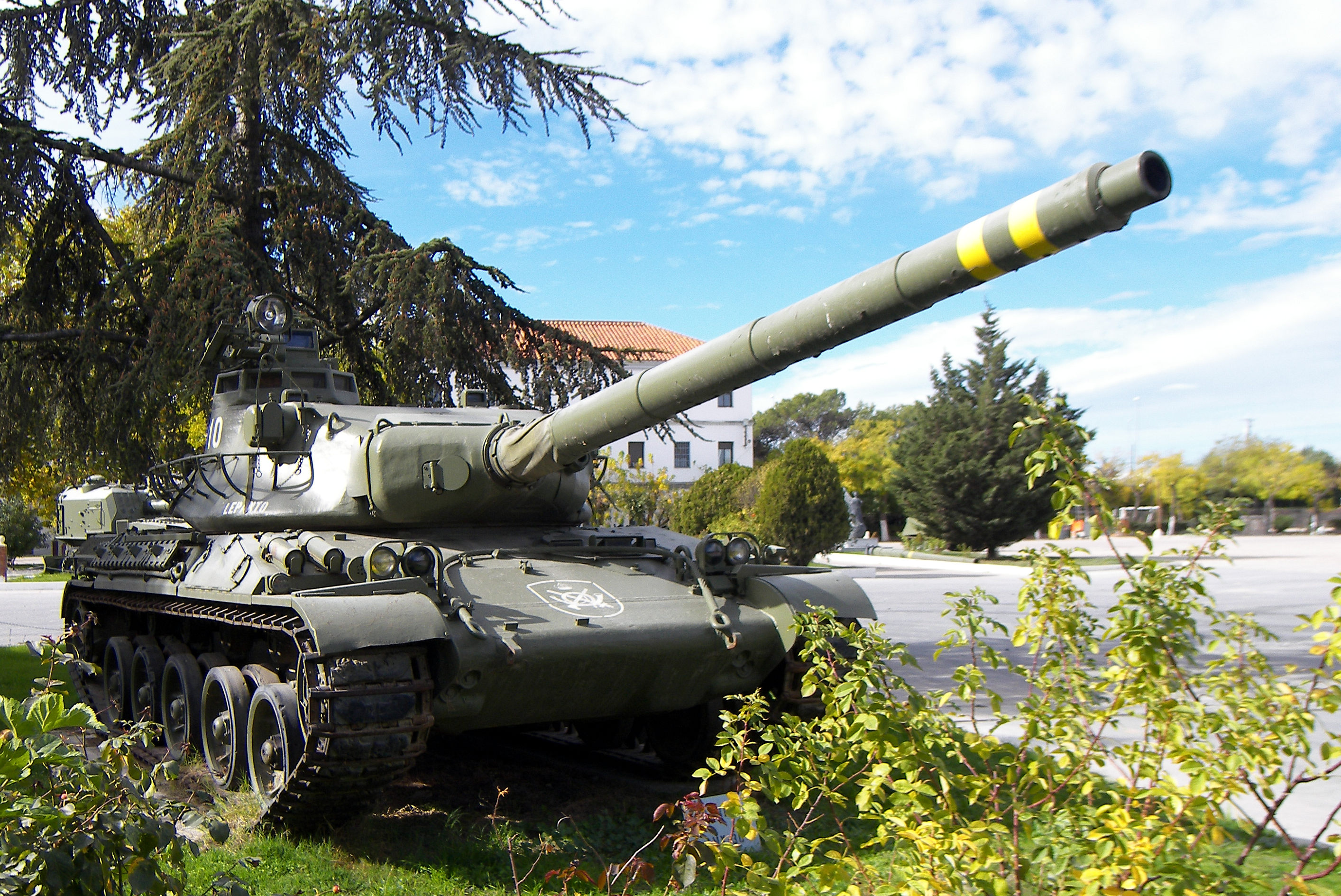
Carro AMX-30E

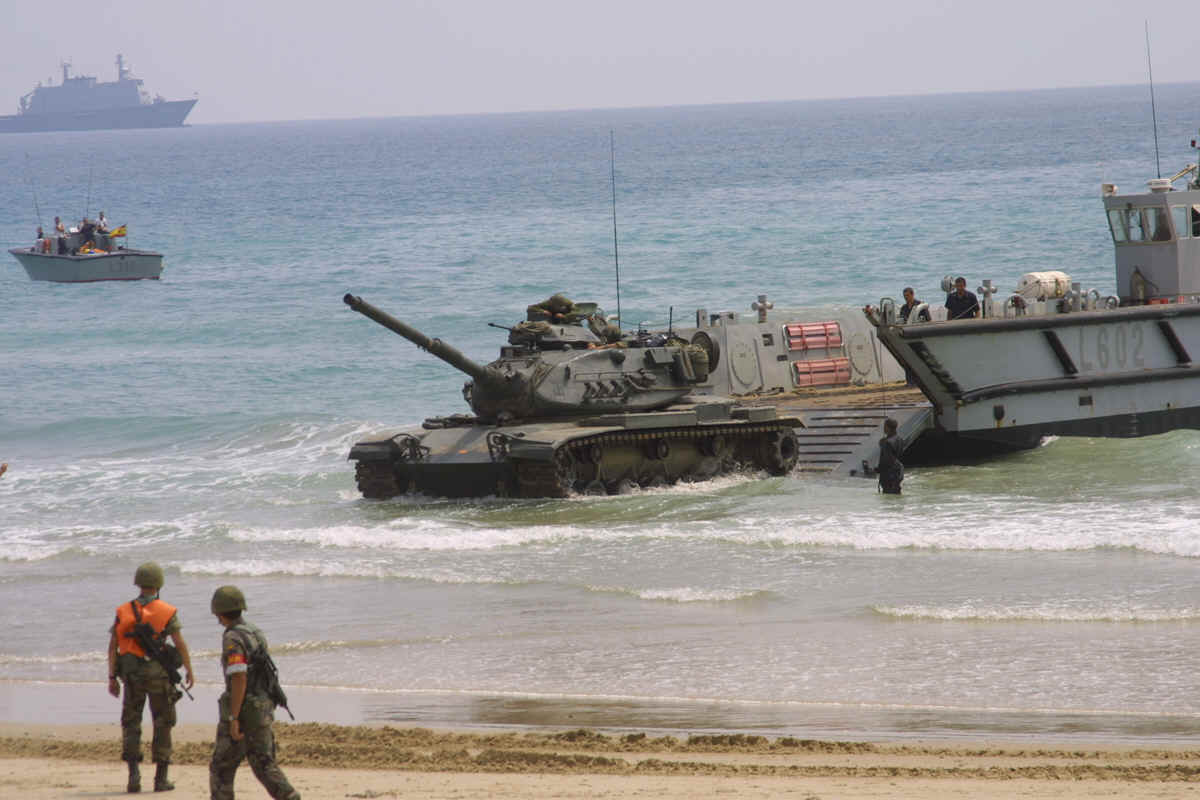
Carro M-60 A-3 TTS

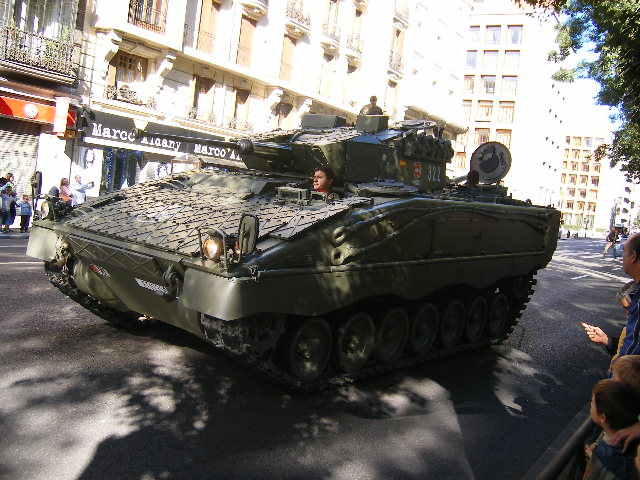
Vehicle de Combat d'Infanteria Pizarro

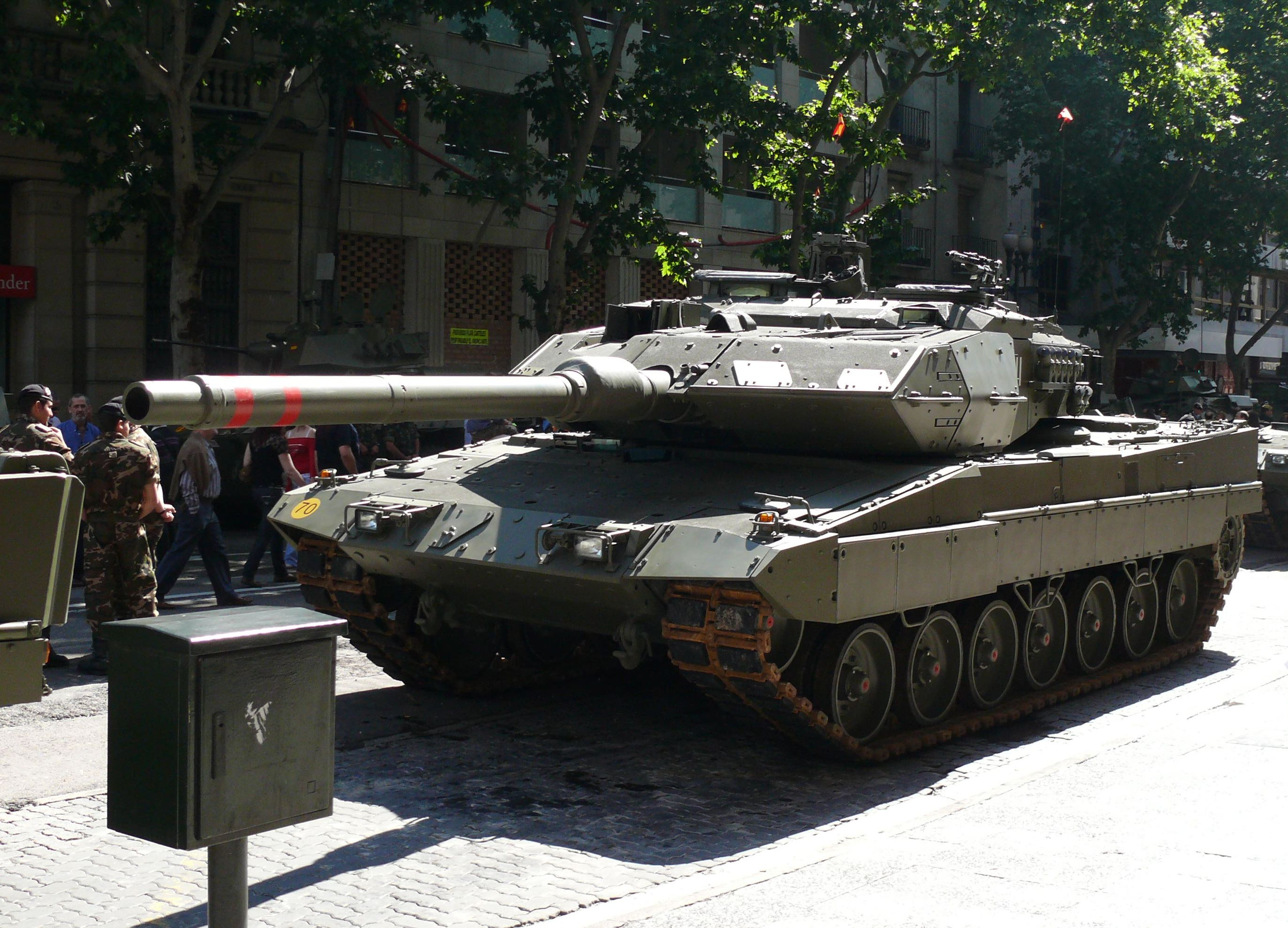
Leopard 2E

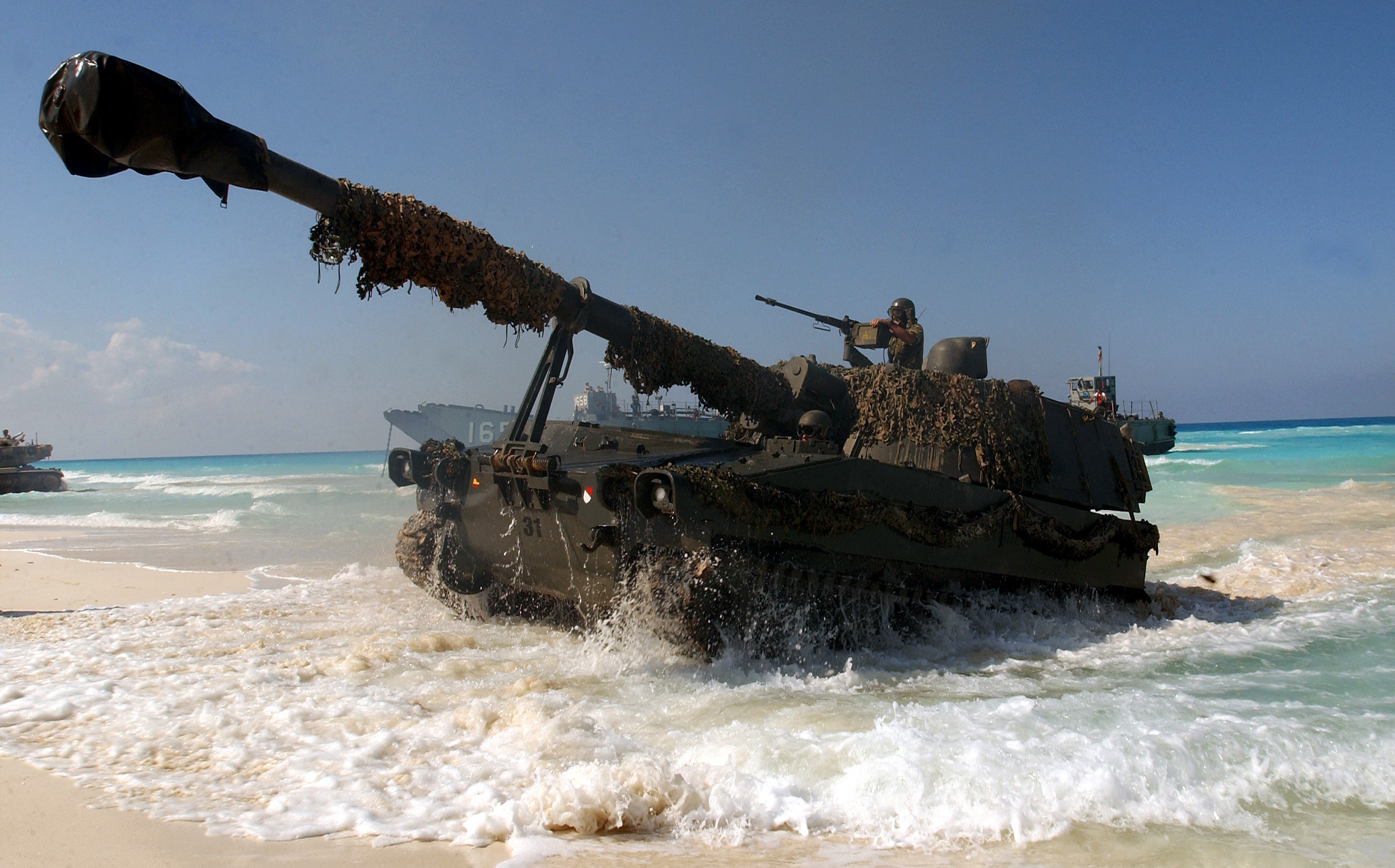
Obús autopropulsat M-109

La Brigada Orgànica Polivalenta "Guadarrama" XII està composta per:
- Caserna General.
- Batalló de Caserna General.

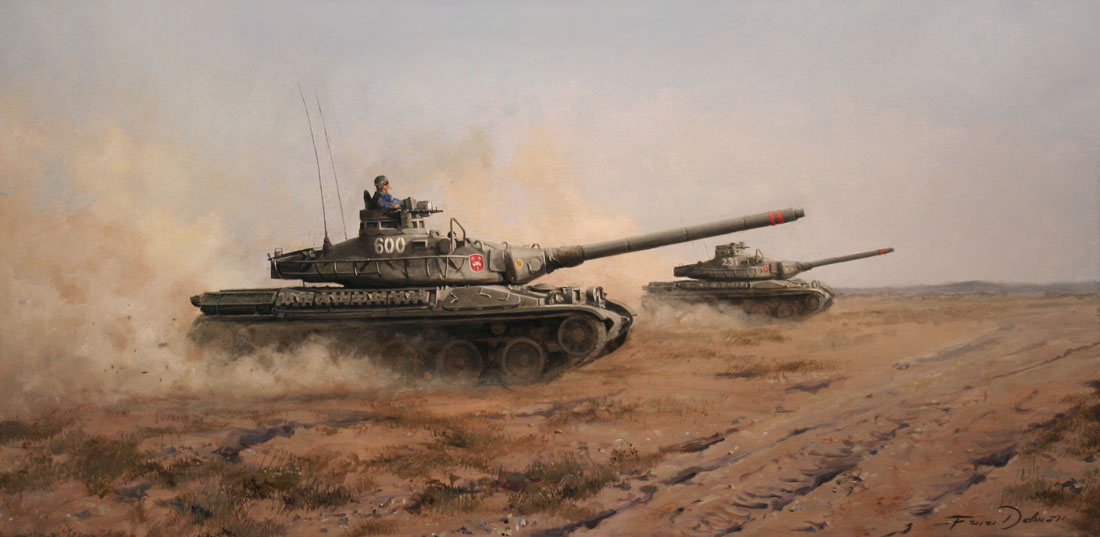
Quadre de la Brigada Cuirassada per Augusto Ferrer-Dalmau.

- Regiment d'Infanteria Mecanitzada "Asturias" n. 31.
- Regiment d'Infanteria Cuirassada «Alcázar de Toledo» n. 61.
- Grup de Cavalleria Cuirassada "Villaviciosa" XII.
- Grup d'Artilleria de Campanya Autopropulsada XII.
- Grup Logístic XII.
- Batalló de Sapadors Mecanitzat 12.
- Companyia de Transmissions 12.

## Història

### Creació
La Brigada neix després de la Reorganització de l'Exèrcit de 1965 en crear-se, a partir d'unitats de les anteriors Divisió Pentòmica Guadarrama número 11 i Divisió Cuirassada Brunete, la nova Divisió Cuirassada Brunete número 1, dins de les Forces d'Intervenció Immediata. La nova Divisió Cuirassada Brunete número 1 es va constituir amb les Brigades Mecanitzada XI i Cuirassada XII, i un Nucli de Tropes Divisionari.
La primera Llista de Revista de la Brigada està datada l'1 de febrer de 1966, per la qual raó es considera la seva data de naixement. Va tenir com a nuclis fonamentals els Regiments d'Infanteria Mecanitzada “Asturias” número 31 i d'Infanteria Cuirassada “Alcázar de Toledo” número 61, i com a elements de suport el Grup d'Artilleria de Campanya Autopropulsada XII, el Batalló Mixt d'Enginyers XII i el Grup Logístic XII.
Es va configurar com una Gran Unitat de procediment cuirassat, imprimint caràcter a la Divisió Cuirassada. Es tracta d'una Unitat potent i de maniobra, capaç de dur a terme accions ràpides, violentes, profundes i resolutives. En aquesta línia, es constitueix com a element fonamental en la dissuasió a nivell estratègic, sent a més un element resolutiu a nivell operacional i tàctic, amb capacitat de projecció adequada als seus mitjans.
Adopta com a lema Deprisa, Duro, lejos (De pressa, dur, lluny), que conté l'essència més pura de les Unitats Mecanitzades i reflecteix les característiques de la seva maniobra.

### Instal·lacions i primer material
Es va designar com a caserna El Goloso, situat al nord de Madrid, en el quilòmetre 18 de la carretera C-607. Llvors era llavors un conjunt de tres casernes sense connexió entre si, ocupades pel Regiment d'Infanteria “Asturias” n. 31 i les Agrupacions d'Intendència número 1 i de Sanitat número 1.
Al febrer de 1966 el Regiment Mecanitzat “Asturias” rep un Batalló de TOAs (Transport Eruga Cuirassat) d'origen estatunidenc M-113-A1, que substitueix als antics Camions Erugues Blindats M-3-A1. El Regiment Cuirassat “Alcázar de Toledo” disposa de dos Batallons de Carros, el primer amb M-48 i el segon amb M-47, substituïts tots dos en 1972 pels M-48-A1, tots ells d'origen estatunidenc.
El Grup d'Artilleria ATP-XII va ser dotat inicialment de peces autopropulsades M-37 de calibre 105/19, que van ser substituïdes ja en 1967 per peces M-44 de calibre 155/23, molt superior a l'anterior. A principis de 1970 es completa el reagrupament de tota la Brigada, i el Regiment “Alcázar de Toledo” 61 es trasllada al Goloso des de la seva caserna anterior en Campament, al sud-oest de Madrid.

### ElSàhara Espanyol
En 1974 arriba el moment a la BRIAC d'intervenir en una acció tàctica real. El Batalló de Carros II/61 -actual Batalló “LEON”- i el Grup d'Artilleria XII es traslladen al Sàhara, arribant a les seves platges el 19 d'octubre.
El 24 de juny de 1975 la Brigada sofreix les primeres baixes en campanya: el Tinent Luis Gurrea Serrano, el Sergent Diego Cano Nicolás i els artillers José Porcar Escriba, José Otero Amohedo i Miguel Casanova Carbonell, tots del Grup d'Artilleria ATP XII destacat en el Sàhara, moren a Tah, a conseqüència de l'explosió d'una mina.

### Renovació de material
El Regiment Cuirassat “Alcázar de Toledo” rep en 1977 els primers Carros AMX-30I, carro francès fabricat a Espanya sota llicència. En 1978 el Grup d'Artilleria ATP XII rep material nou: un Grup complet de peces ATP model M-109-A1B de calibre 155/32.
Amb la Reorganització de 1985 es crea la Unitat de Serveis de Base “El Goloso”, que ve a cobrir la necessitat sorgida a conseqüència de l'aparició del concepte “Base” en les Reials Ordenances. Aquesta Unitat és l'encarregada d'atendre diversos serveis i comeses per a suport de la Brigada.
En 1992 es dota al Regiment d'Infanteria Cuirassada “Alcázar de Toledo” dels Carros M-60 A3 TTS d'origen estatunidenc i que estaven sent retirats d'Europa.

### Reorganització del Pla Nord
A partir de l'1 de febrer de 1996, després de la implantació del Pla Nord, rep la nova denominació de Brigada d'Infanteria Cuirassada “Guadarrama” XII, quedant enquadrada en l'ara Divisió Mecanitzada “Brunete” número 1, al costat de les Brigades Mecanitzades X i XI.
L'1 de gener de 1997 es reorganitza la Brigada creant-se el Batalló de Caserna General, en el qual queda integrada la Companyia de Transmissions i la Companyia de Caserna General; es dissol el Batalló Mixt d'Enginyers i es constitueix en el seu lloc la Unitat de Sapadors sobre la base de la Companyia de Sapadors restant del Batalló d'Enginyers.

### El Pizarro i el Leopard 2
Al llarg del 2002 el Regiment d'Infanteria Mecanitzada “Asturias” n. 31 va ser dotat amb moderns vehicles de combat d'Infanteria Pizarro, de disseny hispano-austríac, en substitució dels antics TOAs M-113.
Alhora, a la fi de 2004 el Regiment d'Infanteria Cuirassada “Alcázar de Toledo” n. 61 va començar a rebre els nous carros de combat “Leopard 2I”.

### Les Forces Pesades
En 2006 s'estableix un nou desplegament i organització de la Força de l'Exèrcit de Terra, determinant-se la constitució de les Forces Pesades. Així, la Divisió primer Cuirassada i posteriorment Mecanitzada passa a denominar-se Comandament de Forces Pesades, i la Brigada d'Infanteria Cuirassada “Guadarrama” XII hi queda enquadrada.
Al novembre de 2008 la Bateria Mistral 3/II/82 es trasllada d'Agoncillo (Logronyo) a Madrid, enquadrant-se en el GACA (Grup d'Artilleria de Campanya Autopropulsat XII) l'1 de gener de 2009, i la Unitat de Sapadors 12 es transforma, l'any següent, en Batalló de Sapadors Mecanitzat XII.

## Operacions internacionals
De desembre de 1998 a abril de 1999, la Brigada es desplaça a Bòsnia i Hercegovina formant la Brigada espanyola SPABRI IX “Guadarrama”. Entre agost i desembre de 2000, s'organitza l'Agrupació Tàctica SPAGT XIV integrada en la SFOR de Bòsnia i Hercegovina. Hi participen membres de totes les unitats de la Brigada.
Entre maig i novembre de 2002, unitats de la Brigada integren l'Agrupació SPAGT XVIII “MADRIDEJOS”, que es desplaça també a territoris de l'antiga Iugoslàvia. Entre març i octubre de 2005, forma l'Agrupació Espanyola KSPAGT XIII “Asturias”, a Kosovo, de nou amb components de totes les Unitats de la Brigada.
De desembre del 2006 a juny de 2007, es designa com a Unitat Base a la Brigada per formar l'Agrupació KSPFOR XVII “Toledo” a Kosovo (Istok). De desembre de 2008 a abril de 2009, components de totes les Unitats de la BRIAC constitueixen la Brigada Multinacional L/H-VII (Libre Hidalgo) per al manteniment de la pau al Líban.
Entre abril i setembre de 2011, novament components de totes les unitats de la BRIAC constitueixen la Brigada Multinacional L/H-XIV (Libre Hidalgo) com a força de manteniment de la pau en el Líban.

## Museu de Mitjans Cuirassats
Dins de la Base "El Goloso" s'hi troben exposats els primers models d'unitats cuirassades, peces autopropulsades, contracarros, vehicles de diverses armes, uniformes i molts més materials.